# Art deco
Art Deco er en forkortelse for "art decoratifs" (oprindeligt Style Moderne) og er en stil i arkitektur og design.
Stilen kan bedst beskrives som en slags dekorativ modernisme. Selve begrebet Art Deco blev først indført som stilbetegnelse i 1960'erne. Navnet var en forkortelse for udstillingen for brugskunst og industriel formgivning i Paris i 1925 (Exposition Internationale des Arts Décoratifs et Industriels Modernes).

## Historie
Efter verdensudstillingen i Paris 1900 samlede forskellige franske kunstnere sig i kollektivet "La Société des artistes décorateurs". Grundlæggerne var Hector Guimard, Eugène Grasset, Raoul Lachenal, Paul Follot, Maurice Dufrene, og Emile Decour.
Art Deco i arkitektur og industrielt design opstod fra 1920 til 1939 og har oplevet en genopblussen flere gange. Den øver stadig indflydelse på nutidens kunst og design. Oprindeligt kan Art Deco relateres til konstruktivisme, kubisme, modernisme, bauhaus, jugendstil og futurisme. Der er tale om en strømning uden politisk budskab. Det handler om at skabe genstande og kunst med vægt på elegance, funktion og med et vist opgør med tidligere design-ideer.
Selv om Art Deco mistede indflydelse under anden verdenskrig, genopstod strømningen nu og da under forskellige former navnlig i arkitekturen. I Indien og på Filippinerne blev stilarten symbol på "det moderne" og blev anvendt i arkitekturen langt ind i 60'erne. I 1980 fik den endnu en genopblussen og ses fortsat i populærkultur som film som Batman fra 1990'erne med et tidsbillede fra 20'erne og 30'ernes bygninger og tidsånd.
Musikinstrumentet resonator guitar ("Dobro") er et kuriøst minde om Art Deco-strømningen, idet funktion og æstetik fusionerer på en overraskende måde.

## Luksus, stil og funktion
Art Deco bliver ofte defineret som en luksusstilart, som var populær blandt 20'ernes og 30'ernes intellektuelle overklasse i Frankrig og USA. I vore dage ses den ofte som "ægte retro" eller et præcist tidsbillede på modernismen. Den internationale Art Deco-stil påvirkede både arkitekturen og glas-, metal-, møbel- og tekstilindustrien.

## Inspiration
Stilarten er eklektisk, da den sammenblander mange stilarter som afrikansk og ægyptisk "primitiv" kunst samt inspiration fra datidens teknologiske landvindinger.
Stilen hentede inspiration fra historiske og samtidige kilder. Fra udgravningerne i Latinamerika kom impulser fra aztekere, mayakulturen og den præcolumbianske civilisation, mens udgravninger i Middelhavsområdet tilførte impulser fra de minoiske, arkaisk græske, assyriske og ægyptiske civilisationer. Nye antropologiske studier satte fokus på de dekorative elementer i bl.a. afrikanske og indianske stammekulturer.
Avantgardekunsten i de tidlige 20'ere var også vigtig for stilarten. Fra kubismen fik den stilisering og geometrisk abstraktion, mens de glødende farver blev hentet fra fauvismen.
Art Deco delte futurismens fascination for alt, som var i bevægelse, hvilket kom til udtryk bl.a. ved zigzagmønstre i dekorationer og metaforer fra det moderne byliv. Stilen eksperimenterede med moderne materialer fra industrien og lagde stor vægt på masseproduktion. Designere og arkitekter ønskede at skabe en æstetisk syntese, en samlende stil, som modsvarede det moderne menneskes behov. Der er inspiration fra flyvemaskiner, strømlinet design, radioen og højhuse. Mønstrene er påvirket af trapezformer og mere tilfældige rundede former. Typiske materialer er stål, aluminium, indlagt træ, zebraskind, hajskind og lak. Der er en dristig og uforudsigelig brug af kurver i denne stil.
Et typisk eksempel på Art Deco-arkitektur er Chrysler-bygningen. Her er buede og rette former blandet, og der er lån fra bildesign. Denne bygning var verdens højeste, da den blev opført i 1930.
Der er overraskende sammensætninger og diversitet i mønstre og materialevalg, som ses i design og kunst fra Art Deco-gruppens udøvere. Under 30'ernes økonomiske depression blev Art Deco en vigtig strømning i USA, om ikke andet så fordi denne strømning kunne minde om bedre tider og symbolisere "den amerikanske drøm".

## Personligheder og design
Blandt vigtige eksponenter for Art Deco er kunstnere som Tamara de Lempicka, Lee Lawrie, Rene Paul Chambellan, Paul Manship, C. Paul Jennewein og Joseph Kiselewski, og arkitekter som Albert Anis, Ernest Cormier, Banister Flight Fletcher, Bruce Goff, Charles Holden, Raymond Hood, Ely Jacques Kahn, Edwin Lutyens, William van Alen, Wirt C. Rowland, Giles Gilbert Scott, Joseph Sunlight, Ralph Walker, Thomas Wallis og Owen Williams.

## Galleri
- Art deco guitardesign. Tricone Resonator Guitar ("Dobro").
- En Cord 812 fra 1937.
- Art deco-design af Maurice Ascalon (1913 - 2003).
- Rådhuset i Buffalo.
- Maleri i Piccadilly Arcade, Perth.
- Lænestol.